# لورين لافيرا
لورين لافيرا (بالإنجليزية: Lauren LaVera)‏ ولدت في 4 يونيو 1994 في فيلادلفيا، الولايات المتحدة. هي ممثلة أمريكية ومؤدية حيلة. وهي معروفة ببطولتها بدور سيينا شو في فيلم الرعب مرعب 2 عام 2022.

## روابط خارجية
- لورين لافيرا على موقع IMDb (الإنجليزية)
- لورين لافيرا على موقع قاعدة بيانات الفيلم (الإنجليزية)